# Еленор Ґаратті
Еленор Ґаратті (англ. Eleanor Garatti, 12 червня 1909 — 9 вересня 1998) — американська плавчиня.
Олімпійська чемпіонка 1928, 1932 років.